# Roxann Dawson
Roxann Dawson, nota anche con lo pseudonimo di Roxann Biggs (nata Roxann Caballero; Los Angeles, 11 settembre 1958), è un'attrice e regista statunitense.

## Biografia
Dawson è nata a Los Angeles, California, dai genitori Richard e Rosalie Caballero. Si è laureata presso l'Università di Berkeley nel 1980.
Principalmente conosciuta per il ruolo di B'Elanna Torres interpretato nella serie Star Trek: Voyager, è apparsa in molti programmi e film per la TV, compresi telefilm come Baywatch e Matlock.

## Carriera

### Recitazione, direzione e produzione
Il primo ruolo da attrice professionista è stato nella produzione di Broadway A Chorus Line. Ha continuato a lavorare in teatro durante gli anni '80 e '90, ottenendo occasionalmente dei ruoli in film minori e in televisione.
Nel 1994, Dawson ottenne il ruolo dell'ingegnere mezza umana/mezza Klingon B'Elanna Torres in Star Trek: Voyager, ruolo che ha ricoperto per tutte le sette stagioni dello show. Mentre lavorava sul set di Voyager, debuttò come regista nell'episodio Riddles, andato in onda negli Stati Uniti nel novembre del 1999. Successivamente diresse la seconda parte dell'episodio in due parti: Workforce e 10 episodi di Star Trek: Enterprise. Nel 2002 ha dato voce al Computer della Stazione di riparazione in Dead Stop, uno degli episodi da lei diretti di Star Trek: Enterprise.
Ha recitato inoltre nelle serie televisive The Hat Squad, Infermiere a Los Angeles, Baywatch, The Closer, Matlock, Due come noi, The Untouchables, Da un giorno all'altro, Senza traccia, The Lyon's Den, The Division, la versione statunitense di Coupling e la serie Seven Days.
Come regista ha diretto episodi di Streghe, The O.C., Close to Home - Giustizia ad ogni costo, Lost, Heroes, Hawthorne - Angeli in corsia, The Closer, Cold Case, Caprica (prodotta dal veterano di Star Trek Ronald D. Moore), The Mentalist and Treme. Nel 2010, ha diretto Una testimonianza difficile, episodio della seconda stagione di Lie to Me e Intercettazioni, episodio della seconda stagione di The Good Wife. Nel 2013, ha diretto Destini incrociati, episodio di Touch andato in onda in Italia il 10 giugno, e A occhi chiusi, episodio della prima stagione di Agents of S.H.I.E.L.D..
Nel 2014 ha diretto L'incubo infinito, episodio della seconda stagione di Revolution e Fobia, episodio di Stalker. Per la stagione 2015 della serie originale degli Amazon Studios Bosch, ha diretto l'episodio 6, Natale in famiglia. Ha diretto i primi episodi di Mercy Street. Nel 2016, ha anche diretto gli episodi Broussard e Zero Day della prima stagione della serie tv Colony. Ha anche diretto l'episodio Ibridi di The Americans. Ha diretto poi l'ottavo episodio della quinta stagione di House of Cards, Capitolo 60.
Dawson è stata produttrice di Scandal, Crossing Jordan e Cold Case.

### Scrittura
Mentre frequentava l'University of Minnesota Duluth ha scritto la sceneggiatura di due spettacoli: Desire to Fall e Passage Through the Heart, andati in scena nel 1997.
Tra il 2000 e il 2001, ha scritto a quattro mani con Daniel Graham una trilogia di romanzi di fantascienza: Entering Tenebrea (ISBN 0-671-03607-6), Tenebrea's Hope (ISBN 0-671-03609-2) e Tenebrea Rising (ISBN 0-671-03611-4).

## Filmografia

### Attrice

#### Cinema
- Chorus Line (A Chorus Line), regia di Richard Attenborough (1985)
- Indiziato di reato (Guilty by Suspicion), regia di Irwin Winkler (1991)
- Patto di sangue (Bound by Honor), regia di Taylor Hackford (1993) (non accreditata)

#### Televisione
- Destini (Another World) – serial TV, puntata 5252 (1985)
- Ohara – serie TV, episodio 1x09 (1987)
- Mamma Lucia (The Fortunate Pilgrim) – miniserie TV, 3 episodi (1988)
- Infermiere a Los Angeles (Nightingales) – serie TV, 13 episodi (1989)
- Baywatch – serie TV, episodio 1x14 (1990)
- Matlock – serie TV, episodi 4x20-4x21 (1990)
- E giustizia per tutti (Equal Justice) – serie TV, episodio 2x08 (1991)
- Due come noi (Jake and the Fatman) – serie TV, episodi 4x16-5x13-5x14 (1991-1992)
- The Hat Squad – serie TV, episodio 1x11 (1993)
- The Untouchables – serie TV, episodio 2x18 (1994)
- Greyhounds, regia di Kim Manners (1994) – film TV
- Da un giorno all'altro (Any Day Now) – serie TV, episodio 2x04 (1999)
- Seven Days – serie TV, episodio 2x10 (2000)
- Star Trek: Voyager – serie TV, 170 episodi (1995-2001)
- Star Trek: Enterprise – serie TV, episodio 2x04 (2002)
- The Division – serie TV, episodio 3x18 (2003)
- The Lyon's Den – serie TV, episodi 1x05-1x09-1x10 (2003)
- Coupling – serie TV, episodio 1x00 (2003)
- Senza traccia (Without a Trace) – serie TV, episodio 2x24 (2004)
- The Closer – serie TV, episodio 7x07 (2011)

### Regista

#### Cinema
- Atto di fede (Breakthrough) (2019)

#### Televisione
- Star Trek: Voyager – serie TV, 2 episodi (1999–2001)
- Star Trek: Enterprise – serie TV, 10 episodi (2001–2004)
- The Good Wife – serie TV, 3 episodi (2010–2012)
- Agents of S.H.I.E.L.D. – serie TV, 3 episodi (2013–2015)
- Bates Motel – serie TV, 2 episodi (2014–2015)
- House of Cards - Gli intrighi del potere (House of Cards) – serie TV, 2 episodi (2017)
- The Americans – serie TV, 2 episodi (2017–2018)
- This Is Us – serie TV, 2 episodi (2019–2020)

## Doppiatrici italiane
Nelle versioni in italiano delle opere in cui ha recitato, Roxann Dawson è stata doppiata da:
- Alessandra Cassioli in Star Trek: Voyager, Senza traccia
- Antonella Giannini in Star Trek - Enterprise
- Roberta Pellini in The Closer